# Đorđe Lazić
Đorđe Lazić, cyr. Ђорђе Лазић (ur. 18 czerwca 1983 w Valjevie) – serbski piłkarz, grający na pozycji pomocnika.

## Kariera piłkarska

### Kariera klubowa
Wychowanek miejscowego klubu Budućnost Valjevo, w którym rozpoczął karierę piłkarską. Następnie występował w klubach niższych serbskich lig, takich jak FK Remont Čačak i FK Mladost Lučani. W ostatnim zespole prowadził w klasyfikacji strzelców 2. ligi serbskiej w sezonie 2006/07. W styczniu 2007 zaproszony do pierwszoligowego klubu FK Partizan, w którym został jednym z wiodących piłkarzy drużyny. 11 stycznia 2009 za 500 tys. euro kupiony do Metałurha Donieck. 27 lutego 2009 zadebiutował w koszulce Metałurha w spotkaniu z Krywbasem Krzywy Róg, zremisowanym 1:1. Po wygaśnięciu kontraktu w czerwcu 2015 opuścił doniecki klub. W lutym 2016 został piłkarzem Stali Dnieprodzierżyńsk. W lipcu 2016 przeszedł do Skody Ksanti.

### Kariera reprezentacyjna
24 listopada 2007 roku zadebiutował w reprezentacji Serbii w wygranym 1:0 meczu kwalifikacyjnym do Euro 2008 z reprezentacją Kazachstanu.

## Sukcesy i odznaczenia

### Sukcesy klubowe
- mistrz Serbii: 2008
- wicemistrz Serbii: 2007
- zdobywca Serbii: 2008